# Robert Kaye Greville
Robert Kaye Greville  (Bishop Auckland, Durham, 13 de dezembro de 1794 — Edimburgo, 4 de junho de 1866) foi um micologista e botânico britânico.

## Biografia
Greville mostrou desde jovem um interesse pelas ciências naturais e pela botânica. Estudou medicina em Londres e Edimburgo porém nunca terminou seus estudos.  Após seu casamento em  1816,  passou a residir em Edimburgo onde estudou anatomia. Em  1819, assumiu como membro da "Sociedade  Werneriana" e posteriormente na "Sociedade Botânica de Edimburgo".
Em 1823, Greville publicou as suas ilustrações coloridas na revista mensal  "Scottish cryptogamic flora".

## Obras
- Flora Edinensis ( 1824)
- Tentamen methodi Muscorum ( 1822-1826)
- Icones filicum ( 1830)
- Scottish cryptogamic flora ( 1822-1828)
- Algae britannicae ( 1830)